# Emil Młynarski
 (mars 2023).
Si vous disposez d'ouvrages ou d'articles de référence ou si vous connaissez des sites web de qualité traitant du thème abordé ici, merci de compléter l'article en donnant les références utiles à sa vérifiabilité et en les liant à la section « Notes et références ».
Pour les articles homonymes, voir Młynarski.
Emil Szymon Młynarski, né le 18 juillet 1870 à Kybartai (Gouvernement de Suwałki, dans l’Empire russe, aujourd'hui en Lituanie) et mort le 5 avril 1935 à Varsovie, chef d'orchestre, compositeur, violoniste et pédagogue polonais.

## Biographie
Emil Młynarski étudie le violon avec le violoniste et compositeur hongrois Leopold Auer. Il étudia la composition avec Anatoli Liadov et Nikolaï Rimski-Korsakov. Il composa des symphonies et notamment la célèbre symphonie nationale polonaise : la Symphonie en fa majeur, op. 14, Polonia. Il composa également des concertos pour violons en 1897 et en 1917.
Emil Młynarski fut le premier chef d'orchestre de la première institution musicale de Pologne l'orchestre philharmonique de Varsovie, fondé en 1901, et qu'il dirigea jusqu'en 1905.
Il dirigea comme chef d'orchestre l'Orchestre national royal d'Écosse de 1910 à 1916 dans la ville de Glasgow.
Il meurt le 5 avril 1935 à Varsovie.
Sa fille, Aniela, ballerine classique, fut la femme du pianiste Mieczysław Munz avant de devenir l'épouse d'Arthur Rubinstein. Il est le grand-père de l'acteur et réalisateur John Rubinstein et de la photographe Eva Rubinstein et l'arrière-grand-père de Michael Weston (né Michael Rubinstein).

## Œuvres

### Musique orchestrale
- Symphonie, op. 14, IEM 5
- Concerto pour violon no 1 en ré mineur, op. 11, IEM 6
- Concerto pour violon no 2 en ré majeur, op. 16, IEM 9

### Musique de chambre
- Mazurka no 1, en sol majeur, pour violon et piano, IEM 1
- Trois Pièces, op. 6, pour violon et piano, IEM 3
  - Rêverie
  - Musette
  - Souvenir
- Trois Morceaux, op. 4, pour violon et piano, IEM 7
  - Polonaise
  - Berceuse slave
  - Humoresque
- Mazurka no 2, op. 7, en la majeur, pour violon et piano, IEM 10

### Musique pour piano
- Trois Morceaux, op. 5, IEM 2
  - Krakowiak (Danse Polonaise)
  - Nocturne
  - Moment fugitive
- Romance, op. 3, en mi bémol majeur, IEM 4

### Mélodies
- Kołysanka, IEM 8
- Schlaf ein !, IEM 11

## Hommages
Le Grand Théâtre de Varsovie possède un auditorium au nom d'Emil Młynarski.